# Ischnothyrella jivani
Ischnothyrella jivani là một loài nhện trong họ Oonopidae.
Loài này thuộc chi Ischnothyrella. Ischnothyrella jivani được P. L. G. Benoit miêu tả năm 1979.